# Xysticus erraticus
Xysticus erraticus es una especie de araña cangrejo del género Xysticus, familia Thomisidae. Fue descrita científicamente por Blackwall en 1834.

## Distribución geográfica
Habita en Europa, Turquía y Cáucaso (Rusia).